# Laurence Shahlaei
Laurence "Big Loz" Shahlaei, född 25 december 1982 i Cheltenham, är en brittisk kraftkarl. Han var en återkommande deltagare i världens starkaste man och kvalade in till tävlingen 11 gånger, med en fjärdeplats som bästa resultat. Han har vunnit Englands starkaste man, Storbritanniens starkaste man och Europas starkaste man.

## Biografi
Shahlaeis pappa kom från Kermanshah i Iran och hans mamma från Newcastle upon Tyne. Han gick på Balcarrasskolan i Charlton Kings och flyttade senare till Stroud i Gloucestershire.
Shahlaei började träna strongman 2005 och deltog samma år i sin första amatörtävling där han slutade på en åttondeplats. Inom två år kvalificerade han sig för Storbritanniens starkaste man genom att vinna en kvaltävling i Midlands. Han tog sig till final, men tvingades avbryta på grund av en bicepsskada under däckvältningen. Han vann Midlandskvalet igen 2008 och slutade som fyra totalt i den nationella tävlingen efter Jimmy Marku, Terry Hollands och Mark Felix. Placering ledde till en inbjudan till världens starkaste man 2008 där han inte lyckades ta sig till final.
År 2009 vann han återigen i Midlands och tog sig till Englands starkaste man där grensegrar i lastbilsdraget och bilmarklyftet räckte till en förstaplats. Han kom att placera sig på pallplats i Storbritanniens starkaste man fyra gånger, med två segrar 2012 och 2013. Shahlaei skadade sin latissimus i när han försökte slå världsrekordet i marklyft i samband med Europas starkaste man 2014 genom att dra 446 kg. Han gjorde därefter comeback och vann tävlingen 2016. Det var jämnt mellan honom och titelförsvararen Hafþór Júlíus Björnsson, men Shahlaei lyckades vinna i både frame carry och bil-oket.
År 2019 var hans elfte omgång i världens starkaste man. Ett av momenten var vandring med ett supertungt ok på 595 kg, varvid Shahlaei ådrog sig en hälseneruptur som krävde lång rehabilitering. Under coronapandemin var han en återkommande kommentator hos World's Ultimate Strongmans webföljetong "Feats of Strength", som bland annat såg Hafþór Júlíus Björnsson dra ett marklyft på 501 kg.
Tillsammans med hustrun Liz driver Shahlei en youtubekanal med strongmantema, Big Loz Official. De har tre barn tillsammans.

## Kraftprov

### Styrkelyft
- Bänkpress: 227,5 kg[6]
- Knäböj: 380 kg (med lindor)[6]
- Marklyft: 385 kg[6]

### Strongman
- Ok: supertungt ok (450 kg), 20 meter på 12 sekunder (World's Ultimate Strongman rekord)[7]
- Farmer's walk: 150 kg i vardera hand, 20 meter på 6.73 sekunder (Guinness och World's Ultimate Strongman rekord)[8][7]